# ポール・クレイグ
ポール・クレイグ（Paul Craig、1987年11月27日 - ）は、スコットランドの男性総合格闘家。ノース・ラナークシャーエアドリー出身。スコティッシュ・ヒット・スクワッド所属。元BAMMA世界ライトヘビー級王者。

## 来歴

### 総合格闘技
2013年、プロ総合格闘技デビュー。8戦全勝の戦績を残し、BAMMA世界ライトヘビー級王座を獲得した。

### UFC
2016年12月17日、UFC初参戦となったUFC on FOX 22でエンリケ・ダ・シウバと対戦し、腕ひしぎ十字固めで2R一本勝ち。パフォーマンス・オブ・ザ・ナイトを受賞した。
2017年3月4日、UFC 209でタイソン・ペドロと対戦し、肘打ち連打で1RTKO負け。キャリア初黒星を喫した。
2018年3月17日、UFC Fight Night: Werdum vs. Volkovでマゴメド・アンカラエフと対戦。終始劣勢に立たされるものの、試合終了1秒前に三角絞めで逆転の3R一本勝ち。パフォーマンス・オブ・ザ・ナイトを受賞した。
2019年3月30日、UFC on ESPN: Barboza vs. Gaethjeでケネディ・エンジーチュクーと対戦し、三角絞めで3R一本勝ち。パフォーマンス・オブ・ザ・ナイトを受賞した。
2019年9月21日、UFC Fight Night: Rodríguez vs. Stephensでヴィニシウス・モレイラと対戦し、リアネイキドチョークで1R一本勝ち。パフォーマンス・オブ・ザ・ナイトを受賞した。
2019年11月16日、UFC Fight Night: Błachowicz vs. Jacaréでライトヘビー級ランキング14位のマウリシオ・ショーグンと対戦し、1-1の判定ドロー。
2020年7月26日、UFC on ESPN: Whittaker vs. Tillでガジムラド・アンティグロフと対戦し、三角絞めで1R一本勝ち。パフォーマンス・オブ・ザ・ナイトを受賞した。
2020年11月21日、UFC 255でライトヘビー級ランキング14位のマウリシオ・ショーグンと再戦し、パウンドで2RTKO勝ち。
2021年6月12日、UFC 263でライトヘビー級ランキング15位のジャマール・ヒルと対戦。腕ひしぎ十字固めでヒルの左腕を脱臼させ、最後は三角絞めの体勢から肘打ちと鉄槌の連打で1RTKO勝ち。パフォーマンス・オブ・ザ・ナイトを受賞した。試合後にコーチのブライアン・ガラチャーからブラジリアン柔術の黒帯を授与された。
2022年3月19日、UFC Fight Night: Volkov vs. Aspinallでライトヘビー級ランキング9位のニキータ・クリーロフと対戦し、三角絞めで1R一本勝ち。パフォーマンス・オブ・ザ・ナイトを受賞した。
2022年7月23日、UFC Fight Night: Volkov vs. Aspinallでライトヘビー級ランキング9位のヴォルカン・オーズデミアと対戦し、0-3の判定負け。
2023年1月21日、UFC 283でライトヘビー級ランキング12位のジョニー・ウォーカーと対戦し、パウンドで1RTKO負け。
2023年7月22日、ミドル級転向初戦となったUFC Fight Night: Aspinall vs. Tyburaでミドル級ランキング14位のアンドレ・ムニスと対戦し、グラウンドの肘打ちで2RTKO勝ち。パフォーマンス・オブ・ザ・ナイトを受賞した。
2023年11月18日、UFC Fight Night: Allen vs. Craigでミドル級ランキング10位のブレンダン・アレンと対戦し、リアネイキドチョークで3R一本負け。
2024年5月4日、UFC 301でミドル級ランキング14位のカイオ・ボハーリョと対戦し、左ストレートで2RKO負け。

## 戦績
| 総合格闘技 戦績 | 総合格闘技 戦績 | 総合格闘技 戦績 | 総合格闘技 戦績 | 総合格闘技 戦績 | 総合格闘技 戦績 | 総合格闘技 戦績 |
| --------------- | --------------- | --------------- | --------------- | --------------- | --------------- | --------------- |
| 28 試合         | (T)KO           | 一本            | 判定            | その他          | 引き分け        | 無効試合        |
| 17 勝           | 4               | 13              | 0               | 0               | 1               | 1               |
| 9 敗            | 5               | 2               | 2               | 0               | 1               | 1               |

| 勝敗 | 対戦相手                       | 試合結果                                 | 大会名                                                             | 開催年月日     |
|      | モデスタス・ブカウスカス       | 試合前                                   | UFC Fight Night: Imavov vs. Borralho                               | 2025年9月7日   |
| －   | ホドルフォ・ベラト             | 1R 4:59 ノーコンテスト（反則の蹴り上げ） | UFC on ESPN 69: Usman vs. Buckley                                  | 2025年6月14日  |
| ×    | ボー・ニッカル                 | 5分3R終了 判定0-3                        | UFC 309: Jones vs. Miocic                                          | 2024年11月16日 |
| ×    | カイオ・ボハーリョ             | 2R 2:10 KO（左ストレート）               | UFC 301: Pantoja vs. Erceg                                         | 2024年5月4日   |
| ×    | ブレンダン・アレン             | 3R 0:38 リアネイキドチョーク             | UFC Fight Night: Allen vs. Craig                                   | 2023年11月18日 |
| ○    | アンドレ・ムニス               | 2R 4:40 TKO（グラウンドの肘打ち連打）    | UFC Fight Night: Aspinall vs. Tybura                               | 2023年7月22日  |
| ×    | ジョニー・ウォーカー           | 1R 2:16 TKO（パウンド）                  | UFC 283: Teixeira vs. Hill                                         | 2023年1月21日  |
| ×    | ヴォルカン・オーズデミア       | 5分3R終了 判定0-3                        | UFC Fight Night: Blaydes vs. Aspinall                              | 2022年7月23日  |
| ○    | ニキータ・クリーロフ           | 1R 3:57 三角絞め                         | UFC Fight Night: Volkov vs. Aspinall                               | 2022年3月19日  |
| ○    | ジャマール・ヒル               | 1R 1:59 TKO（肘打ち連打）                | UFC 263: Adesanya vs. Vettori 2                                    | 2021年6月12日  |
| ○    | マウリシオ・ショーグン         | 2R 3:36 TKO（パウンド）                  | UFC 255: Figueiredo vs. Perez                                      | 2020年11月21日 |
| ○    | ガジムラド・アンティグロフ     | 1R 2:06 三角絞め                         | UFC on ESPN 14: Whittaker vs. Till                                 | 2020年7月26日  |
| △    | マウリシオ・ショーグン         | 5分3R終了 判定1-1                        | UFC Fight Night: Błachowicz vs. Jacaré                             | 2019年11月16日 |
| ○    | ヴィニシウス・モレイラ         | 1R 3:19 リアネイキドチョーク             | UFC Fight Night: Rodríguez vs. Stephens                            | 2019年9月21日  |
| ×    | アロンゾ・メニフィールド       | 1R 3:19 KO（パウンド）                   | UFC on ESPN 3: Ngannou vs. dos Santos                              | 2019年6月29日  |
| ○    | ケネディ・エンジーチュクー     | 3R 4:20 三角絞め                         | UFC on ESPN 2: Barboza vs. Gaethje                                 | 2019年3月30日  |
| ×    | ジミー・クルート               | 3R 4:51 キムラロック                     | UFC Fight Night: dos Santos vs. Tuivasa                            | 2018年12月2日  |
| ○    | マゴメド・アンカラエフ         | 3R 4:59 三角絞め                         | UFC Fight Night: Werdum vs. Volkov                                 | 2018年3月17日  |
| ×    | カリル・ラウントリー・ジュニア | 1R 4:56 KO（左アッパー→パウンド）        | UFC Fight Night: Nelson vs. Ponzinibbio                            | 2017年7月16日  |
| ×    | タイソン・ペドロ               | 1R 4:10 TKO（肘打ち連打）                | UFC 209: Woodley vs. Thompson 2                                    | 2017年3月4日   |
| ○    | エンリケ・ダ・シウバ           | 2R 1:59 腕ひしぎ十字固め                 | UFC on FOX 22: VanZant vs. Waterson                                | 2016年12月17日 |
| ○    | マルチン・ラザロ               | 1R 3:51 三角絞め                         | BAMMA 23 【BAMMA世界ライトヘビー級タイトルマッチ】                 | 2015年11月14日 |
| ○    | カール・ムーア                 | 2R 0:48 ギロチンチョーク                 | BAMMA 22                                                           | 2015年9月19日  |
| ○    | アダム・ライト                 | 1R 0:47 腕ひしぎ十字固め                 | Animalistic MMA: Rise of the Alpha                                 | 2015年6月20日  |
| ○    | アンジェイ・バホルツ           | 1R 2:37 ダースチョーク                   | FightStar Championship 5 【FightStarライトヘビー級タイトルマッチ】 | 2015年4月11日  |
| ○    | ダン・コネッケ                 | 1R 4:18 TKO（パウンド）                  | FFC: Resurgence                                                    | 2014年9月13日  |
| ○    | ジョン・ファーガソン           | 1R 1:50 三角絞め                         | Full Contact Contender 10                                          | 2014年6月21日  |
| ○    | アントニオ・ブラガ             | 1R 2:41 三角絞め                         | UXC 2                                                              | 2014年3月1日   |
| ○    | ブラッド・コンウェイ           | 1R 2:00 三角絞め                         | FFC 3: Prepare For Glory                                           | 2013年8月24日  |

## 獲得タイトル
- 第3代BAMMA世界ライトヘビー級王座（2015年）
- FightStarライトヘビー級王座（2015年）

## 表彰
- UFCパフォーマンス・オブ・ザ・ナイト（8回）